# Bloco da tabela periódica
Um bloco da tabela periódica refere-se a qualquer conjunto de grupos cujos elementos possuam o elétron de alta energia no mesmo orbital atômico. Então, são blocos:
- Bloco s;
- Bloco p;
- Bloco d;
- Bloco f;
- Bloco g (bloco hipotético, ainda sem elementos observados).

Os nomes dos blocos são derivados das características das suas linhas espectroscópicas associados aos seus orbitais atômicos: sharp, principal, diffuse e fundamental - grafia inglesa. O restante recebe o nome por critério de ordem alfabética.

## Bloco s
Bloco s da Tabela Periódica é o conjunto de grupos cujos elementos possuem o elétron de mais alta energia no  orbital atômico s. O elétron de maior energia de um elemento químico é denominado "elétron diferenciador" ou "elétron de diferenciação".
Os grupos de elementos que pertencem ao bloco "s" são:
- Metal alcalino: grupo 1
- Metal alcalino-terroso: grupo 2
- Hidrogênio e hélio

## Bloco p
Bloco p da Tabela Periódica é o conjunto de grupos cujos elementos possuem o elétron de mais alta energia no  orbital atômico p. O elétron de maior energia de um elemento químico é denominado "elétron diferenciador" ou "elétron de diferenciação".
Os grupos de elementos que pertencem ao bloco "p" são:
- Grupo do boro: família do boro
- Grupo do carbono: família do carbono
- grupo do nitrogênio; família do nitrogênio
- Calcogênio: (grupo 16)
- Halogênio: (grupo 17)
- Gás nobre: (grupo 18), exceto o hélio.

## Bloco d
Bloco d da Tabela Periódica é o conjunto de grupos cujos elementos possuem o elétron de mais alta energia no  orbital atômico d. O elétron de maior energia de um elemento químico é denominado "elétron diferenciador" ou "elétron de diferenciação".
Os grupos de elementos que pertencem ao bloco "d" são todos da série metais de transição:
- grupo 3: família do escândio
- grupo 4: família do titânio
- grupo 5; família do vanádio
- grupo 6; família do cromo
- grupo 7; família do manganês
- grupo 8; família do ferro
- grupo 9; família do cobalto
- grupo 10; família do níquel
- grupo 11; família do cobre
- grupo 12; família do zinco

## Bloco f
Bloco f da Tabela Periódica é o conjunto de grupos cujos elementos possuem o elétron de mais alta energia no  orbital atômico f. O elétron de maior energia de um elemento químico é denominado "elétron diferenciador" ou "elétron de diferenciação".
Os grupos de elementos que pertencem ao bloco "f" são todos da série metais de transição interna:
- Lantanídio
- Actinídio

## Bloco g
Bloco g da Tabela Periódica é o conjunto de grupos cujos elementos possuem o elétron de mais alta energia no  orbital atômico g. O elétron de maior energia de um elemento químico é denominado "elétron diferenciador" ou "elétron de diferenciação". O orbital g é um orbital hipotético.
Ainda não é conhecido elemento químico cujo elétron diferenciador ocupe orbital "g", o que ocorreria a partir do número atômico 121.